# Archispirostreptus lobatus
Archispirostreptus lobatus är en mångfotingart som beskrevs av Carl Graf Attems 1901. Archispirostreptus lobatus ingår i släktet Archispirostreptus och familjen Spirostreptidae. Inga underarter finns listade i Catalogue of Life.